# Campeonato Descentralizado 2000
El Campeonato Descentralizado de Fútbol Profesional del Perú se llevó a cabo entre los meses de febrero y diciembre de 2000. Participaron 12 equipos. Universitario se coronó campeón nacional y Sporting Cristal subcampeón. El equipo Deportivo Municipal descendió a la Segunda División.
Antes del inicio de la temporada, el Deportivo Pesquero cambió su sede a la ciudad de Huancayo, y cambió su nombre a Deportivo Wanka.

## Ascensos y descensos
Hubo 1 Descenso en la Temporada 1999 y 1 Ascenso (1 Campeón de Copa Perú) en esta Temporada.
Por lo que se Mantienen los mismos 12 equipos para este 2000.
| Posición                    | Descendidos a la Copa Perú 2000                                          |
| --------------------------- | ------------------------------------------------------------------------ |
| 11° 1D 1999 Ganad. Revalid. | Deportivo Pesquero (Ganador de Partido de Revalidación 1999) Se Mantiene |
| 12° 1D 1999                 | IMI FC (Copa Perú 2000 Región I de la Etapa Regional) (D)                |

| Posición         | Ascendidos de la Copa Perú 1999                |
| ---------------- | ---------------------------------------------- |
| 1º Final CP 1999 | Deportivo UPAO (Copa Perú 1999 Final) Asciende |

- Antes de Iniciar la Temporada del Torneo Descentralizado 2000, El Club Deportivo Pesquero cambió su sede a la ciudad de Huancayo, y Cambió su Nombre a Club Deportivo Wanka.

## Torneo Apertura
| Posición | Equipo              | PJ | PG | PE | PP | GF | GC | DIF | PTOS |
| -------- | ------------------- | -- | -- | -- | -- | -- | -- | --- | ---- |
| 1        | Universitario       | 22 | 13 | 7  | 2  | 39 | 20 | +19 | 46   |
| 2        | Sport Boys          | 22 | 11 | 6  | 5  | 36 | 25 | +11 | 39   |
| 3        | Melgar              | 22 | 10 | 6  | 6  | 39 | 27 | +12 | 36   |
| 4        | Cienciano           | 22 | 10 | 6  | 6  | 31 | 30 | +1  | 36   |
| 5        | Alianza Lima        | 22 | 9  | 7  | 6  | 23 | 22 | +1  | 34   |
| 6        | Unión Minas         | 22 | 10 | 3  | 9  | 28 | 23 | +5  | 33   |
| 7        | Alianza Atlético    | 22 | 8  | 6  | 8  | 28 | 27 | +1  | 30   |
| 8        | Sporting Cristal    | 22 | 7  | 7  | 8  | 40 | 31 | +9  | 28   |
| 9        | Deportivo Wanka     | 22 | 6  | 6  | 10 | 21 | 32 | -11 | 24   |
| 10       | Juan Aurich         | 22 | 3  | 11 | 8  | 21 | 30 | -9  | 20   |
| 11       | Deportivo UPAO      | 22 | 4  | 7  | 11 | 24 | 39 | -15 | 19   |
| 12       | Deportivo Municipal | 22 | 2  | 6  | 14 | 24 | 48 | -24 | 12   |

- Antes de Iniciar la Temporada del Torneo Descentralizado 2000, El Club Deportivo Pesquero cambió su sede a la ciudad de Huancayo, y Cambió su Nombre a Club Deportivo Wanka.

### Resultados
| Local \ Visitante   | AAS | ALI | CIE | MUN | UPAO | WAN | MEL | JA  | SBA | CRI | MIN | UNI |
| ------------------- | --- | --- | --- | --- | ---- | --- | --- | --- | --- | --- | --- | --- |
| Alianza Atlético    |     | 1–0 | 3–2 | 6–2 | 3–1  | 1–1 | 0–0 | 0–1 | 2–1 | 1–1 | 2–1 | 2–3 |
| Alianza Lima        | 0–1 |     | 3–1 | 2–0 | 2–1  | 2–2 | 1–1 | 3–1 | 1–0 | 0–0 | 2–0 | 0–2 |
| Cienciano           | 2–1 | 0–0 |     | 3–3 | 2–1  | 2–0 | 1–2 | 1–0 | 1–1 | 2–2 | 1–0 | 2–1 |
| Deportivo Municipal | 1–1 | 1–1 | 0–1 |     | 2–0  | 3–1 | 1–4 | 1–1 | 0–0 | 0–4 | 2–2 | 1–5 |
| Deportivo UPAO      | 1–0 | 1–1 | 0–1 | 4–2 |      | 1–1 | 2–1 | 1–1 | 1–4 | 1–0 | 0–2 | 0–0 |
| Deportivo Wanka     | 1–2 | 0–1 | 1–3 | 1–0 | 1–0  |     | 4–2 | 1–0 | 0–1 | 3–1 | 1–1 | 1–0 |
| Melgar              | 2–0 | 2–0 | 0–0 | 3–2 | 0–0  | 3–0 |     | 3–0 | 4–0 | 3–1 | 1–0 | 0–0 |
| Juan Aurich         | 0–0 | 2–2 | 2–2 | 1–0 | 1–1  | 1–1 | 3–2 |     | 0–2 | 3–3 | 1–1 | 1–2 |
| Sport Boys          | 1–1 | 4–0 | 2–3 | 3–1 | 3–3  | 3–1 | 4–2 | 1–0 |     | 1–0 | 1–0 | 1–1 |
| Sporting Cristal    | 3–1 | 0–1 | 4–0 | 2–1 | 8–3  | 3–0 | 0–0 | 1–1 | 0–1 |     | 3–0 | 3–3 |
| Unión Minas         | 2–0 | 0–1 | 2–0 | 1–0 | 2–1  | 2–0 | 4–2 | 1–0 | 2–0 | 4–1 |     | 1–2 |
| Universitario       | 1–0 | 2–0 | 2–1 | 2–1 | 2–1  | 0–0 | 4–2 | 1–1 | 2–2 | 2–0 | 2–0 |     |

|                         |
| Ganador Torneo Apertura |
| Universitario           |

## Torneo Clausura
| Posición | Equipo              | PJ | PG | PE | PP | GF | GC | DIF | PTOS |
| -------- | ------------------- | -- | -- | -- | -- | -- | -- | --- | ---- |
| 1        | Universitario       | 22 | 17 | 3  | 2  | 55 | 23 | +32 | 54   |
| 2        | Sporting Cristal    | 22 | 15 | 5  | 2  | 48 | 24 | +24 | 50   |
| 3        | Cienciano           | 22 | 10 | 5  | 7  | 47 | 28 | +19 | 35   |
| 4        | Melgar              | 22 | 10 | 3  | 9  | 33 | 28 | +5  | 33   |
| 5        | Alianza Atlético    | 22 | 9  | 5  | 8  | 36 | 34 | +2  | 32   |
| 6        | Deportivo Wanka     | 22 | 9  | 4  | 9  | 32 | 35 | -3  | 31   |
| 7        | Unión Minas         | 22 | 9  | 4  | 9  | 33 | 37 | -4  | 31   |
| 8        | Alianza Lima        | 22 | 7  | 7  | 8  | 36 | 33 | +3  | 28   |
| 9        | Sport Boys          | 22 | 6  | 7  | 9  | 25 | 25 | 0   | 25   |
| 10       | Juan Aurich         | 22 | 4  | 5  | 13 | 22 | 50 | -28 | 17   |
| 11       | Deportivo Municipal | 22 | 3  | 7  | 12 | 24 | 43 | -19 | 16   |
| 12       | Deportivo UPAO      | 22 | 4  | 3  | 15 | 19 | 50 | -31 | 15   |

### Resultados
| Local \ Visitante   | AAS | ALI | CIE | MUN | UPAO | WAN | MEL | JA  | SBA | CRI | MIN | UNI |
| ------------------- | --- | --- | --- | --- | ---- | --- | --- | --- | --- | --- | --- | --- |
| Alianza Atlético    |     | 3–2 | 4–1 | 3–2 | 1–2  | 2–0 | 0–0 | 2–1 | 2–1 | 1–2 | 4–0 | 1–1 |
| Alianza Lima        | 2–1 |     | 2–1 | 0–0 | 1–1  | 3–0 | 4–1 | 1–1 | 0–0 | 1–2 | 4–0 | 0–1 |
| Cienciano           | 5–0 | 2–0 |     | 4–0 | 2–0  | 4–2 | 5–2 | 7–1 | 1–1 | 3–1 | 0–1 | 2–3 |
| Deportivo Municipal | 1–1 | 2–3 | 1–1 |     | 1–0  | 5–4 | 1–0 | 1–3 | 0–0 | 0–4 | 3–3 | 1–2 |
| Deportivo UPAO      | 2–4 | 1–5 | 0–2 | 0–0 |      | 3–1 | 0–2 | 1–1 | 0–3 | 2–4 | 3–2 | 2–3 |
| Deportivo Wanka     | 2–0 | 3–2 | 2–0 | 4–1 | 2–0  |     | 1–0 | 4–0 | 2–0 | 1–1 | 0–0 | 0–0 |
| Melgar              | 3–1 | 2–0 | 1–1 | 1–0 | 2–1  | 4–0 |     | 2–1 | 2–1 | 1–2 | 1–2 | 2–0 |
| Juan Aurich         | 1–5 | 1–1 | 0–0 | 3–2 | 0–1  | 1–1 | 1–0 |     | 0–1 | 0–7 | 4–2 | 1–2 |
| Sport Boys          | 0–0 | 2–2 | 1–2 | 0–0 | 4–0  | 2–0 | 1–3 | 2–1 |     | 0–1 | 2–0 | 0–2 |
| Sporting Cristal    | 1–1 | 1–1 | 3–2 | 3–2 | 1–0  | 1–0 | 1–1 | 1–0 | 2–1 |     | 4–2 | 2–2 |
| Unión Minas         | 3–0 | 4–1 | 1–1 | 1–0 | 4–0  | 0–1 | 2–1 | 3–1 | 2–2 | 1–2 |     | 2–1 |
| Universitario       | 2–0 | 4–1 | 2–1 | 3–1 | 5–0  | 6–2 | 3–2 | 5–0 | 3–1 | 3–2 | 2–0 |     |

|                         |
| Ganador Torneo Clausura |
| Universitario           |

## Tabla acumulada
| Posición | Equipo              | PJ | PG | PE | PP | GF | GC | DIF | PTOS |
| -------- | ------------------- | -- | -- | -- | -- | -- | -- | --- | ---- |
| 1        | Universitario       | 44 | 30 | 10 | 4  | 94 | 43 | +51 | 100  |
| 2        | Sporting Cristal    | 44 | 22 | 12 | 10 | 88 | 55 | +33 | 78   |
| 3        | Cienciano           | 44 | 20 | 11 | 13 | 78 | 58 | +20 | 71   |
| 4        | Melgar              | 44 | 20 | 9  | 15 | 72 | 55 | +17 | 69   |
| 5        | Sport Boys          | 44 | 17 | 13 | 14 | 61 | 50 | +11 | 64   |
| 6        | Alianza Atlético    | 44 | 17 | 11 | 16 | 64 | 61 | +3  | 62   |
| 7        | Unión Minas         | 44 | 19 | 7  | 18 | 61 | 60 | +1  | 64   |
| 8        | Alianza Lima        | 44 | 16 | 14 | 14 | 59 | 55 | +4  | 62   |
| 9        | Deportivo Wanka     | 44 | 15 | 10 | 19 | 53 | 67 | -14 | 55   |
| 10       | Juan Aurich         | 44 | 7  | 16 | 21 | 43 | 80 | -37 | 37   |
| 11       | Deportivo UPAO      | 44 | 8  | 10 | 26 | 43 | 89 | -46 | 34   |
| 12       | Deportivo Municipal | 44 | 5  | 13 | 26 | 48 | 91 | -43 | 28   |

|  | Copa Libertadores 2001 |
|  | Promoción              |
|  | Segunda División 2001  |
|                           |
| Tricampeón Nacional       |
| Universitario 24.º título |

## Partidos extras

### Subcampeonato
Encuentro disputado entre los subcampeones de los torneos Apertura y Clausura. El ganador fue declarado subcampeón de la temporada.
| 12 de diciembre del 2000 | Sporting Cristal        | 2:1 (2:1) | Sport Boys  | Estadio Nacional, Lima                                  |                                                         |
|                          | Silva 10' · Hidalgo 39' |           | 19' Lobatón | Asistencia: Sin datos sobre espectadores Árbitro(s): ¿? | Asistencia: Sin datos sobre espectadores Árbitro(s): ¿? |

### Promoción
También llamada revalidación, enfrentó en partido único al equipo que ocupó el penúltimo lugar de la Primera División frente al campeón de la Segunda. Mientras el ganador jugaría en Primera al siguiente año, el perdedor lo haría en Segunda.
| 13 de diciembre de 2000 | Deportivo UPAO                                              | 3:1 (1:0) | Deportivo Aviación  | Estadio Nacional, Lima                                     |                                                            |
|                         | Rodrigo Saraz 32' · Néstor Mordini 76' · Miguel Huertas 88' |           | 78' Jerry Tamashiro | Asistencia: 5893 espectadores Árbitro(s): Gilberto Hidalgo | Asistencia: 5893 espectadores Árbitro(s): Gilberto Hidalgo |

## Goleadores
| Jugador                                   | Jugador              | Goles | Equipo           |
| ----------------------------------------- | -------------------- | ----- | ---------------- |
| Bandera de Brasil                         | Eduardo Esidio       | 37    | Universitario    |
| Bandera de Argentina                      | Luis Alberto Bonnet  | 19    | Cienciano        |
| Bandera de Perú                           | Piero Alva           | 17    | Universitario    |
| Bandera de Argentina · Bandera de Perú    | Sergio Ibarra        | 16    | Deportivo Wanka  |
| Bandera de Perú                           | Roberto Holsen       | 15    | Alianza Lima     |
| Bandera de Perú                           | Roberto Silva        | 13    | Sporting Cristal |
| Bandera de Colombia                       | James Angulo         | 13    | Sport Boys       |
| Bandera de Perú                           | Luis Bello           | 13    | FBC Melgar       |
| Bandera de Perú                           | Alejandro Cipriano   | 13    | Alianza Atlético |
| Bandera de Argentina · Bandera de Ecuador | Carlos Juárez        | 12    | Sporting Cristal |
| Bandera de Perú                           | Pedro García         | 12    | Alianza Atlético |
| Bandera de Colombia                       | Herly Alcázar        | 11    | Cienciano        |
| Bandera de Perú                           | Jorge Soto           | 11    | Sporting Cristal |
| Bandera de Brasil                         | Paulo César Cruvinel | 10    | FBC Melgar       |
| Bandera de Perú                           | David Chévez         | 10    | Alianza Lima     |
| Bandera de Argentina                      | Gustavo Tempone      | 10    | Sport Boys       |